# Giardino Gina Galeotti Bianchi
Il giardino Gina Galeotti Bianchi, precedentemente denominato giardino di Via Hermada, è un'area verde di Milano, sita nel quartiere di Niguarda, alla periferia settentrionale della città.

## Descrizione
Dedicato alla partigiana Gina Galeotti Bianchi, ha una superficie di 3 800 m², e non essendo recintato è sempre accessibile.